# Xã Lake Creek, Quận Pettis, Missouri
Xã Lake Creek (tiếng Anh: Lake Creek Township) là một xã thuộc quận Pettis, tiểu bang Missouri, Hoa Kỳ. Năm 2010, dân số của xã này là 468 người.